# Вревка (приток Великой)
Вревка — река в России, протекает по Островскому району Псковской области. Длина реки — 20 км.
Начинается южнее деревни Мокрица. Течёт сначала на юг по берёзово-ольховым лесам, протекает мимо деревни Врев, потом поворачивает на запад, протекает через деревни Винокурово и Терегаево. Устье реки находится в 143 км по правому берегу реки Великой. Высота устья — 62,4 м над уровнем моря.

## Данные водного реестра
По данным государственного водного реестра России относится к Балтийскому бассейновому округу, водохозяйственный участок реки — Великая. Относится к речному бассейну реки Нарва (российская часть бассейна).
Код объекта в государственном водном реестре — 01030000112102000028489.